# Desa Maribaya (administrativ by i Indonesien, lat -6,87, long 109,22)
Desa Maribaya är en administrativ by i Indonesien.   Den ligger i provinsen Jawa Tengah, i den västra delen av landet, 270 km öster om huvudstaden Jakarta.